# Precipitación con sulfato de amonio
La precipitación con sulfato de amonio es uno de los métodos más comúnmente utilizados para la purificación y fraccionamiento de proteínas, ya sea a gran escala o a escala de laboratorio, que se puede utilizar para separar proteínas al alterar su solubilidad en presencia de una alta concentración de sal.
El sulfato de amonio es una sal inorgánica con una alta solubilidad que se disocia en dos iones, amonio (NH4+) y sulfato (SO42−) en soluciones acuosas. El sulfato de amonio es especialmente útil como precipitante porque es altamente soluble, estabiliza la estructura de la proteína, tiene una densidad relativamente baja, está fácilmente disponible y es relativamente económico.
La solubilidad de las proteínas varía de acuerdo con la fuerza iónica de la solución, de acuerdo con la concentración de sal. A bajas concentraciones de iones (<0.5 M), la solubilidad de las proteínas aumenta al aumentar la concentración de sal. A medida que aumenta la concentración de sal, la solubilidad de la proteína comienza a disminuir. A una fuerza iónica suficientemente alta, la proteína precipitará de la solución. Cuando los iones de amonio (NH4+) y sulfato (SO42−) están dentro de la solución acuosa se sienten atraídos por las cargas opuestas en el compuesto que se está purificando. Esta atracción de cargas opuestas evita que las moléculas de agua interactúen con el compuesto que se está purificando, lo que lleva a la precipitación.
Las proteínas difieren notablemente en sus solubilidades a una fuerza iónica alta, por lo tanto, "salar" es un procedimiento muy útil para ayudar en la purificación de la proteína deseada. El sulfato de amonio se usa comúnmente para la precipitación debido a su alta solubilidad, además, forma dos iones altos en la serie Hofmeister. Debido a que estos dos iones se encuentran al final de la serie de Hofmeister, el sulfato de amonio también puede estabilizar la estructura de la proteína. El comportamiento de solubilidad del sulfato de amonio para una proteína generalmente se expresa como una función del porcentaje de saturación. Se puede determinar una curva de solubilidad trazando el logaritmo de la solubilidad determinada experimentalmente, expresada como mg / ml, frente al porcentaje de saturación de sulfato de amonio.
Típicamente, la concentración de sulfato de amonio se incrementa paso a paso, y la proteína precipitada se recupera en cada etapa. Esto generalmente se hace agregando sulfato de amonio sólido; sin embargo, calcular la cantidad de sulfato de amonio que se debe agregar para agregar a una solución para alcanzar la concentración deseada puede ser difícil porque la adición de sulfato de amonio aumenta significativamente el volumen de la solución. La cantidad de sulfato de amonio que se debe agregar a la solución se puede determinar a partir de nomogramas publicados o mediante el uso de una calculadora en línea. Cada proteína precipitada se puede disolver individualmente en un tampón estándar y analizarse para determinar el contenido total de proteína.
La concentración de sulfato de amonio añadida debe aumentarse a un valor que precipite la mayor parte de la proteína de interés, dejando al mismo tiempo la cantidad máxima de contaminantes proteínicos aún en la solución. La proteína de interés precipitada puede recuperarse posteriormente mediante centrifugación y disolverse en tampón estándar para preparar la muestra para la siguiente etapa de purificación.
La precipitación con sulfato de amonio es una técnica útil como paso inicial en la purificación de proteínas porque permite la precipitación rápida y en masa de las proteínas celulares. También se emplea a menudo durante las etapas posteriores de la purificación para concentrar la proteína de la solución diluida siguiendo procedimientos tales como filtración en gel. El inconveniente de este método es que muchas veces pueden precipitarse diferentes sustancias junto con la proteína, y deben realizarse otras técnicas de purificación, tales como cromatografía de iones o cromatografía de exclusión por tamaño.